# Moschea Tzistarakis
La moschea Tzistarakis (in greco: Τζαμί Τζισταράκη, in turco: Cizderiye Camii) o moschea della Fontana di sotto (in greco:Τζαμί του Κάτω Σιντριβανιού) è una moschea ottomana di Atene, capitale della Grecia. Sorge nella piazza principale dello storico quartiere di Monastiraki, chiusa al culto, ospita una sezione del Museo del Folclore greco.

## Storia e descrizione
La moschea fu costruita per volontà del governatore ottomano della città, il voivoda Mustafa Agha Tzistarakis nel 1759. Secondo la tradizione, per realizzare la calce necessaria per costruire il tempio, venne utilizzata una colonna del tempio di Zeus Olimpio, anche se probabilmente ad essere impiegato fu un pilastro della Biblioteca di Adriano.
Nel corso della guerra d'indipendenza greca fu sede di un'assemblea degli anziani, mentre nel 1834 funse da sala da ballo in occasione di una cerimonia in onore del re Ottone di Grecia. Fu parzialmente ricostruita nel 1915 dall'architetto Anastasios Orlandos e nel 1918 divenne sede del Museo dell'Artigianato greco. Fu temporaneamente riaperta al culto durante il soggiorno ateniese del monarca saudita in esilio Sa'ud nel 1966.
Nel 1981 la moschea fu danneggiata da un terremoto e riaprì al pubblico dieci anni dopo.